# Harmonicon

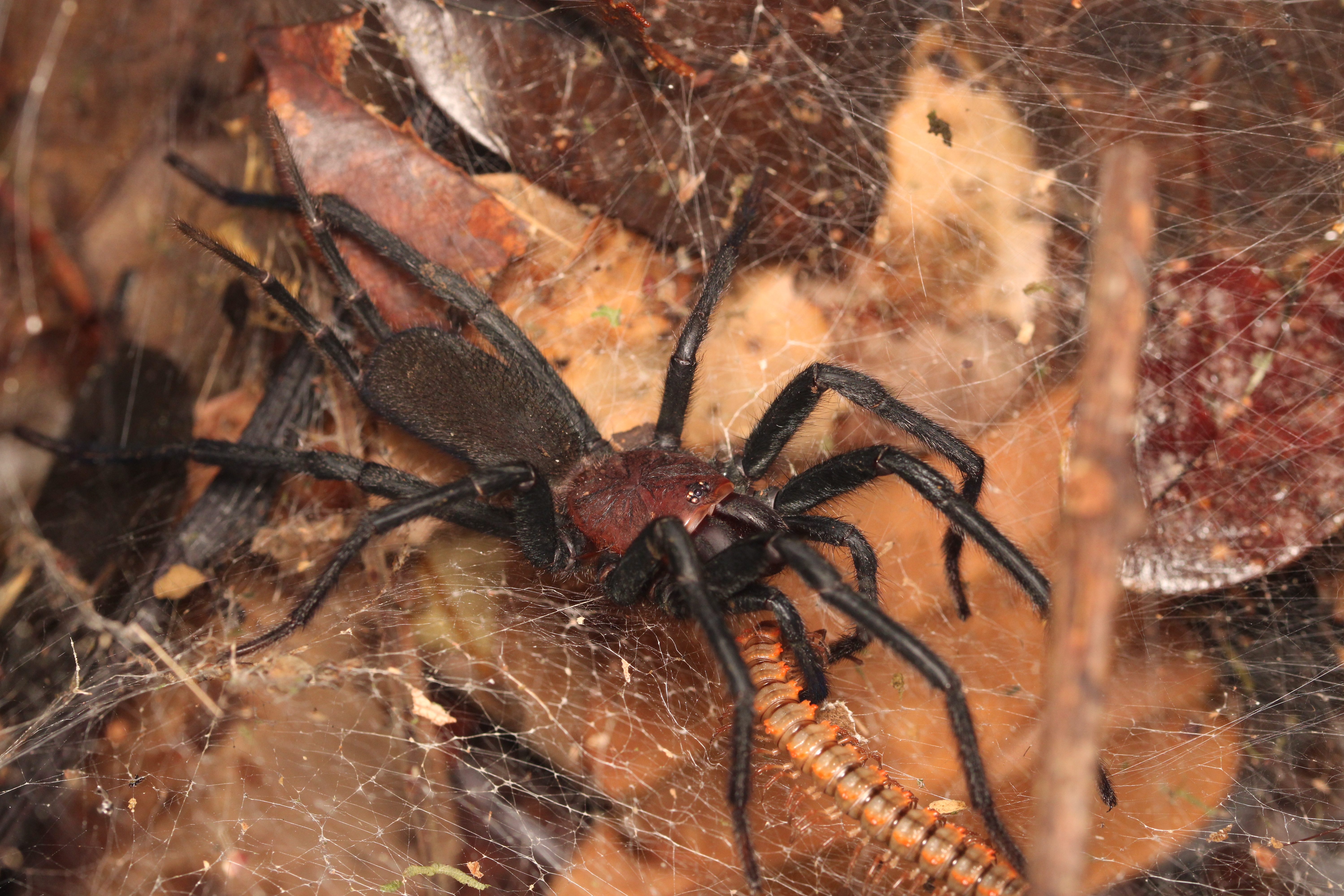
Nieoznaczony przedstawiciel rodzaju

Harmonicon – rodzaj pająków z infrarzędu ptaszników i rodziny Dipluridae. Obejmuje 4 opisane gatunki. Zamieszkują północną Amerykę Południową.

## Morfologia i zasięg
Szczęki tych pająków mają lirę położoną przednio-bocznie, zbudowaną z jednego szeregu szczecinek o spłaszczonych i haczykowato zakrzywionych wierzchołkach, mniej licznych niż u Trechona; w szczególności charakterystyczna jest obecność dodatkowych, sztywnych, trochę pogrubionych szczecinek w odsiebnej części liry. Odnóża są dłuższe i cieńsze niż u rodzaju Diplura. Kolejność odnóży od najdłuższego do najkrótszego to: I, IV, II, III, lub: IV, I, II, III. Nadstopia większości odnóży mają skopule w odsiebnej ⅓ długości. Stopy są nibyczłonowane. Skopule na stopach pierwszej i drugiej pary odnóży są gęściejsze niż u rodzaju Diplura, a te na stopach pary trzeciej i czwartej rzadsze niż u rodzaju Trechona. Nogogłaszczki samca mają golenie dłuższe niż u rodzaju Diplura i zaopatrzone są bulbus o nabrzmiałej podstawie i wydłużonym embolusie, podobnie jak u rodzaju Trechona. Gęste skopule zajmują ponad wierzchołkową ⅓ długości stopy nogogłaszczka.
Rodzaj neotropikalny, znany z Gujany Francuskiej i północnej Brazylii.

## Taksonomia
Takson ten wprowadzony został w 1896 roku przez Fredericka Octaviusa Pickarda-Cambridge’a. Autor ów zaliczył do niego tylko jeden opisany na podstawie niedorosłego okazu gatunek, H. rufescens. Robert Raven w 1985 roku zsynonimizował ten rodzaj z rodzajem Diplura, jednak już w 1998 roku Patrick Maréchal i Christian Marty usunęli go z synonimów i opisali nowy jego gatunek. Dwa kolejne gatunki opisane zostały w drugiej dekadzie XXI wieku.
Do rodzaju tego należą 4 opisane gatunki:
- Harmonicon audeae Maréchal & Marty, 1998
- Harmonicon cerberus Pedroso & Baptista, 2014
- Harmonicon oiapoqueae Drolshagen & Bäckstam, 2011
- Harmonicon rufescens F. O. Pickard-Cambridge, 1896